# Song Xu
Song Xu ou Song Hiu ou Sung Hsü, surnom: Chuyang, nom de pinceau: Shimen est un peintre chinois du XVIe siècle, originaire de Jiaxing ville du nord de la province du Zhejiang en Chine. Il est né en 1523 ou 1525n mort en 1605.

## Biographie
Song Xu est un peintre de paysage. Il devient moine sous le nom de Zuxuan. Comme peintre, il travaille dans le style de Shen Zhou et il est le maître de Zhao Zuo et de Song Maojin.

## Musées
- Cologne (Mus. für Ostasiatische Kunst):
  - La cascade Longqiu au mont Yandang, encre et couleurs légères sur papier tacheté d'or, éventail signé.
- New York: (Metropolitan Museum of Art):
  - Paysage de rivière, signé et daté 1587, éventail.
- Pékin (Mus. du Palais):
  - Haute montagne s'élevant au-dessus de la rivière, daté 1580, encre et couleur sur papier.
  - Pêcheur sur la rivière à l'hiver, daté 1604.
- Stockholm  (Nat. Mus.):
  - Voile lointaines dans la brume sur la rivière, daté 1605, signé.
- Taipei (Nat. Palace Mus.):
  - Pics dans les nuages et cascade à l'automne, daté 1583, signé.
  - Célébration du nouvel An, signé.